# رالف مولنار
رالف إي. مولنار (بالإنجليزية : Ralph E. Molnar) عالم حفريات كان أمين متحف الثدييات في متحف كوينزلاند ومؤخرًا مرتبطًا بمتحف شمال أريزونا. وهو أيضًا باحث مشارك في مركز العلوم الطبيعي بولاية تكساس. شارك في تأليف أوصاف الديناصورات موتابوراوراس ، كاكورو ، مينمي وأوزرابتور ، فضلا عن الثدييات "Steropodon".